# Gerhard Flomm
Gerhard Flomm (* Mai 1937) ist ein deutscher Politiker, Fußballfunktionär und Leichtathlet.

## Leben
Flomm, der 1958 dem Hamburger SV (HSV) beitrat, wurde 1959 in der Berliner Deutschlandhalle mit dem HSV deutscher Leichtathletik-Hallenmeister in der 3 × 1000-m-Staffel. 1960 wurde der Gewinn des Deutschen Meistertitels in Kiel in derselben Disziplin erneut in den Farben des HSV wiederholt. 1972 war er einer der Fackelträger vor den Olympischen Sommerspielen von München, als der Lauf durch die Hamburger Innenstadt führte.
Von 1973 bis 1979 saß er als Abgeordneter für die CDU in der Hamburgischen Bürgerschaft, zwischen 1979 und 1989 bekleidete er das Bürgermeisteramt in der Gemeinde Halstenbek.
Der Immobilienkaufmann war Rechnungsprüfer beim Hamburger SV, im November 1993 wurde er Schatzmeister des Vereins. Im März 1995 war Flomm aushilfsweise HSV-Stadionsprecher im Volksparkstadion und ab dem 1. Mai 1995 neben seiner Tätigkeit als Schatzmeister zusätzlich HSV-Geschäftsführer. Vorausgegangen waren Unstimmigkeiten zwischen Flomm und Vereinspräsident Ronald Wulff über die Besetzung des nach der Trennung von Heribert Bruchhagen vakanten Amtes. Flomm erhob öffentlich deutliche Vorwürfe gegen Wulffs Arbeitsweise. Als Flomm im September 1995 der geplanten Vorgehensweise einer sofortigen Übernahme des Präsidentenamtes durch Uwe Seeler sowie einer vorgeschlagenen neuen Vereinssatzung nicht zustimmte und einen Rücktritt ablehnte, erhielt Flomm Drohungen. Flomm blieb bis zur Jahreshauptversammlung des Hamburger SV Ende November 1995 im Amt.
Bis Juni 2002 übte Flomm dreieinhalb Jahre das Amt des Vereinsvorsitzenden der SV Halstenbek-Rellingen aus. Von 2012 bis Ende März 2016 war er Vorstandsvorsitzender der nach dem früheren HSV-Präsidenten benannten Paul-Hauenschild-Stiftung.
Mit seiner Ehefrau Christa hat er drei Söhne.